# F1 2022 (computerspel)
F1 22, ook wel bekend als F1 2022, is een racespel ontwikkeld door Codemasters. Het is het tweede spel dat door EA Sports is uitgebracht in samenwerking met Codemasters na F1 2021. Het werd uitgebracht op 1 juli 2022 voor de Playstation 4 en 5, de Xbox One, Xbox Series X/S en voor Windows via Steam en Origin.
In het spel ontbreekt de in 2019 geïntroduceerde verhaalmodus Braking Point. Deze verhaalmodus wordt eens per twee jaar gebruikt en kwam dus wel in de versie van 2021 terug. In plaats daarvan werd nu F1 Life gecreëerd, door EA een "sociale hub" genoemd. Met deze spelmodus kunnen spelers meubels, kunst, kleding en andere accessoires verzamelen. Ook kwam er nieuwe muziek in de menu's met artiesten als Cheat Codes, MEDUZA en Charli XCX.
Het spel is gebaseerd op het Formule 1 Seizoen van 2022. Het is het eerste spel met de vernieuwde Formule 1-bolides die vanaf datzelfde seizoen zijn ingezet.